# Cronaca bizantina

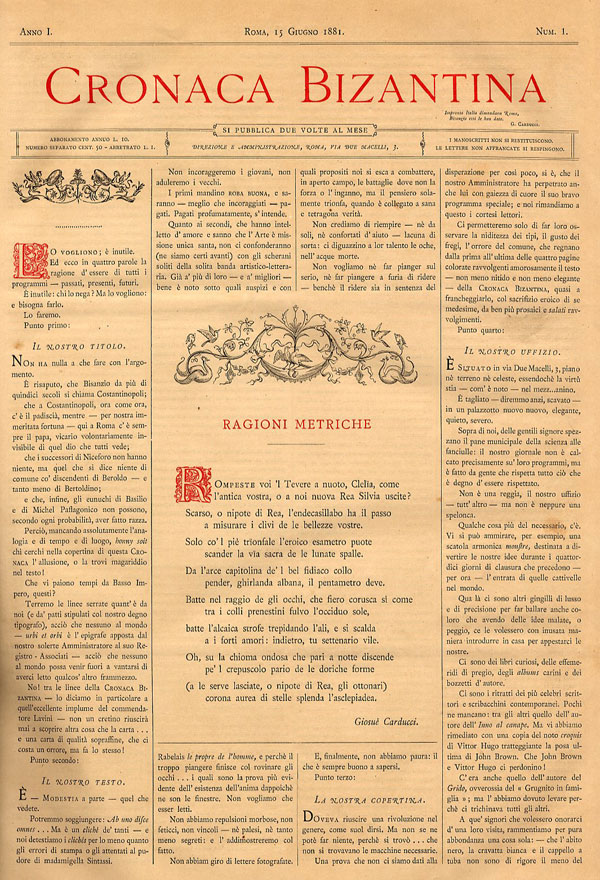
Il primo numero della Cronaca Bizantina

Cronaca bizantina fu una rivista quindicinale a carattere letterario-sociale-artistico, fondata il 15 giugno 1881 a Roma in via Due Macelli dall'editore Angelo Sommaruga, che ne fu anche il primo direttore. Il numero inaugurale presentava in prima pagina il distico elegiaco carducciano Ragioni metriche. I disegni erano di Giuseppe Cellini, che a Roma realizzerà le decorazioni della Galleria Sciarra. La rivista uscì fino al 26 marzo 1886.

## Storia
La situazione storico-culturale della "Cronaca Bizantina" è quella della Roma trasformista e bizantina. I governi di Sinistra Storica iniziano una politica protezionista garantita dalle protezioni doganali che si contrappone alla politica liberista della Destra Storica. Le masse contadine del Sud sono in situazioni miserevoli, il fenomeno dell'emigrazione inizia. Nella politica estera l'isolamento dell'Italia nel sistema europeo e l'ostilità della Santa Sede portano, nel 1882, alla Triplice alleanza e gli attacchi e le critiche diventano sempre più fitte. Giosuè Carducci definisce Depretis "traditore di principi e di uomini" e l'Italia vive senza ideali e speranze.
In questo quadro sconfortante la "Cronaca bizantina" dichiara la sua protesta. Ma questa protesta è, più che ideologia, scapigliata e la rivista mantiene rapporti ambigui con la società borghese che vorrebbe distruggere ma che incrementa attraverso le rubriche mondane e i notiziari scandalistici che distinguono i suoi eleganti numeri. La Rivista, composta di quattro fogli in stile liberty, manca di obiettivi polemici e ideologici ed esprime nei suoi scritti gli umori scapigliati di Carlo Dossi, il classicismo "barbaro" di Giosuè Carducci, le esperienze veriste di Luigi Capuana e Giovanni Verga e l'estetismo decadente del giovane Gabriele D'Annunzio.
La rivista attraversa tre fasi: nella prima fase, che va dal giugno 1881 all'ottobre 1884, Giosuè Carducci collabora assiduamente con molti dei suoi versi e a lui si aggiungono i capiscuola del verismo italiano (Capuana e Verga) e i veristi minori come Matilde Serao, Nicola Misasi, Gaetano Carlo Chelli, Emanuele Navarro della Miraglia.
Tuttavia lo scarso consenso che ha la rivista non ripaga il Verga che non ottiene il successo sperato presso il pubblico.
Collaboratori importanti furono in questo periodo Ferdinando Petruccelli della Gattina, Olindo Guerrini, Enrico Panzacchi, Guido Mazzoni, Enrico Nencioni, Giovanni Pascoli e Cesare Pascarella e la scrittrice napoletana Olga Ossani che si firmava "Febea". Sempre in questa prima fase contribuisce alla rivista Carlo Dossi con i suoi virtuosismi stilistici e le tipiche cesellature della scapigliatura e Gabriele D'Annunzio che, a differenza del Carducci, viene accolto dal pubblico con entusiasmo per il Canto novo che l'editore Sommaruga gli stampa nel 1882 insieme a Terra vergine.
Con la partecipazione di D'Annunzio, che mantiene all'interno della rivista posizioni autonome rispetto agli altri collaboratori, l'ideologia della rivista si sposta verso uno spiccato estetismo bizantino e quando, nel 1885, uno scandalo travolge il Sommaruga che è costretto a fuggire all'estero, termina anche, con l'ultimo numero della "Cronaca bizantina" che esce il 16 marzo 1885, la rivista di stampo "sommarughiano".
Usciranno ancora 28 numeri, dal 3 maggio al 7 novembre 1885 (seconda fase) della rivista che nel frattempo era stata rilevata dal giornale romano la "Domenica Letteraria" e che uscirà sotto il titolo "La Domenica Letteraria - La Cronaca bizantina".
La rivista riprenderà il suo nome con l'uscita del 15 novembre 1885 sotto la direzione di Gabriele D'Annunzio. Il 26 marzo 1886 cesserà definitivamente.
Questa rivista può essere definita il primo, anche se non completamente riuscito, tentativo di esprimere modi nuovi di sentire e anticipa, senza dubbio, l'importanza delle Riviste letterarie italiane del XX secolo.